# Pauera

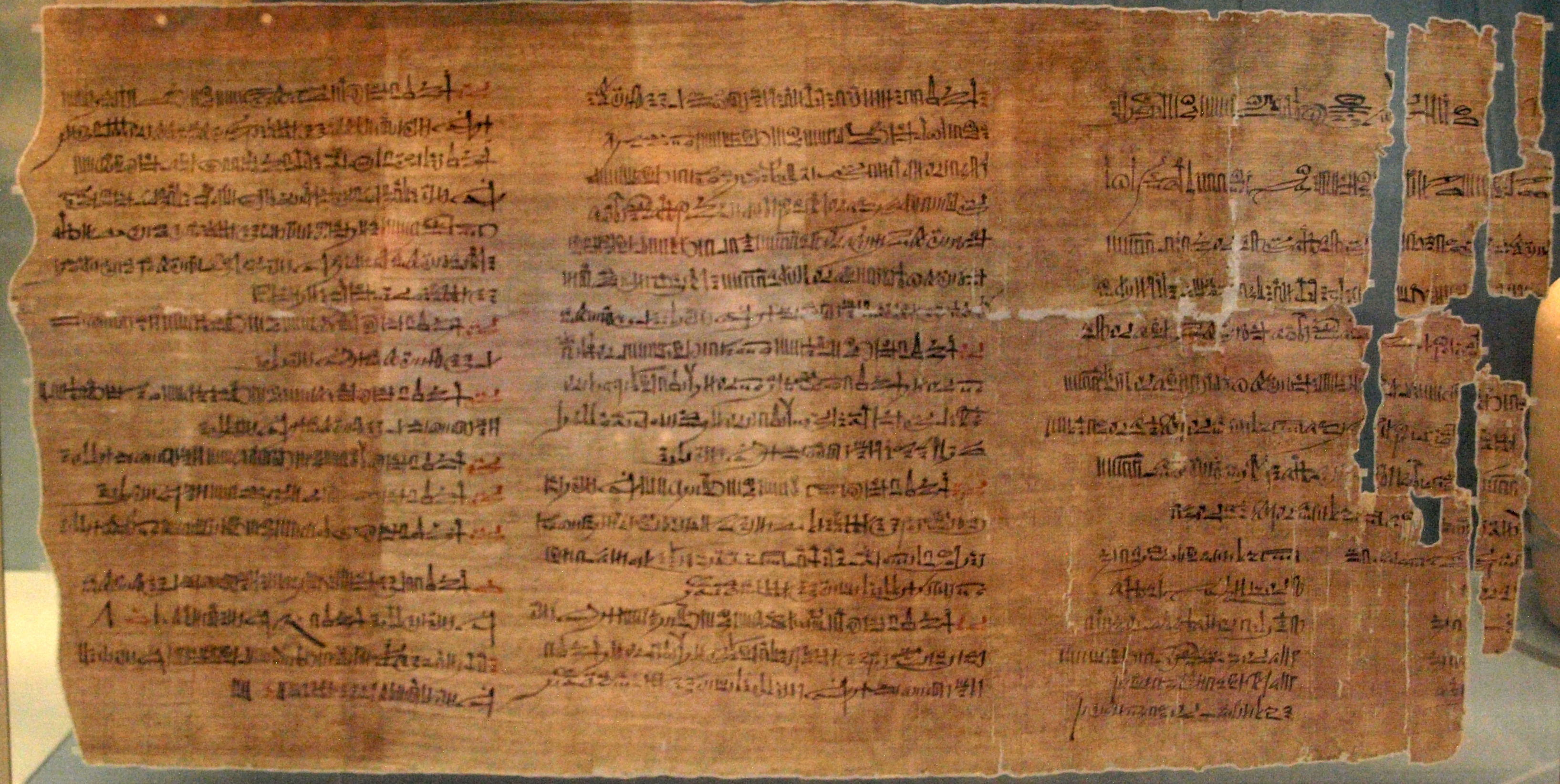
El Papiro Abbott contiene algunos de los hechos relativos a Pauera.

Pauera (alt. Peuero) fue el alcalde de Tebas occidental durante una serie de robos de tumbas que ocurrieron en el Valle de los Reyes a finales del Imperio Nuevo del Antiguo Egipto. En las transcripciones oficiales de un informe de robo de tumbas del año 16 de Ramsés IX, Pauera fue acusado por Paser, el alcalde de Tebas Oriental, de estar involucrado en la serie de robos de tumbas o de ser negligente en sus deberes de proteger las tumbas reales de las incursiones de bandas libias merodeadoras o ladrones de tumbas egipcios convencionales. El visir Jamuaset ordenó una investigación por parte de una comisión encabezada por el propio Pauera. La investigación fue considerada corrupta por los habitantes de Deir el-Medina. En el juicio que siguió, diecisiete obreros de templos cercanos fueron condenados y ejecutados.  Sin embargo, Pauera nunca fue acusado debido a la falta de pruebas claras de su culpabilidad. Él continuó ejerciendo su cargo mientras Paser, su acusador, desapareció de la historia y los robos continuaron.
Pauera aparece más tarde en el papiro de la lista de casas que data del año 12 de la era anterior al Whm Mswt de Ramsés XI.
Los acontecimientos que rodearon la investigación fueron dramatizados en el segundo episodio de la serie documental británica Ancient Egyptians.